# القمرة (يريم)

تعديل مصدري - تعديل

القمرة محلة تابعة لقرية مرسع، التابعة لعزلة عبيدة بمديرية يريم إحدى مديريات محافظة إب في الجمهورية اليمنية.، بلغ تعداد سكانها 42 حسب تعداد اليمن لعام 2004.